# 土佐町
土佐町（とさちょう）は、高知県北部中央、土佐郡にある町。四国山地のただ中、吉野川上流域にあり、「四国の水がめ」と呼ばれる早明浦ダムがある。

## 地理

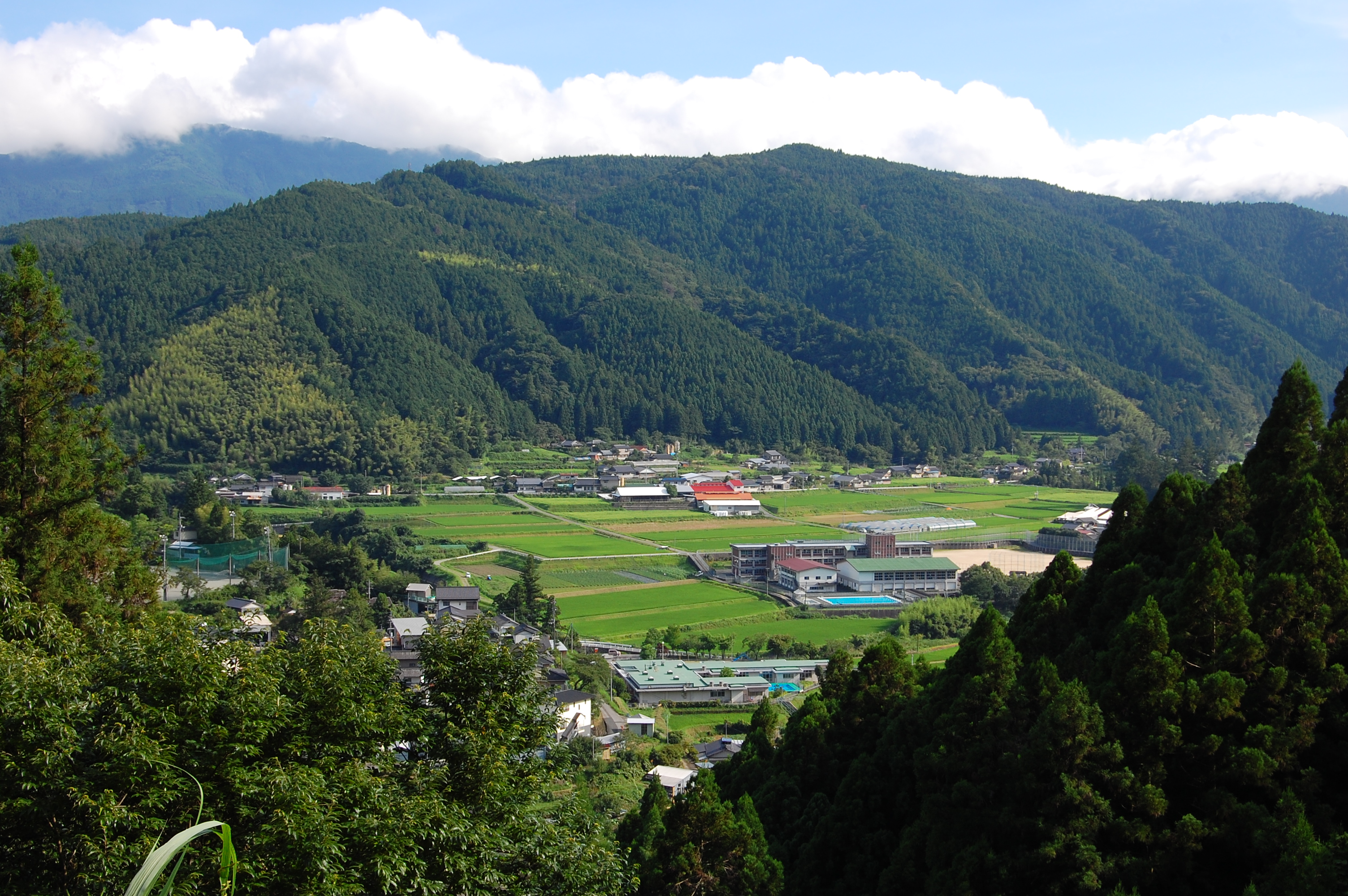
町内風景（中央の学校は土佐町中学校）

土佐町は四国の中央部に位置する、山に囲まれた所で、面積の85%が山林である。平均年間降水量は2,500mm。吉野川の源流域にあたり、早明浦ダムがある。

### 地形
標高300〜500m、土佐町で最も高い山の稲叢山は1,506m。

#### 山地
主な山
- 稲叢山

#### 河川
主な川
- 吉野川
- 地蔵寺川
- 瀬戸川
  - 瀬戸川渓谷

#### 湖沼
主な湖
- 稲村ダム
- 早明浦ダム（人工湖）

### 人口
| |                                        |  |
| 土佐町と全国の年齢別人口分布（2005年） | 土佐町の年齢・男女別人口分布（2005年） |  |
| ■紫色 ― 土佐町 ■緑色 ― 日本全国 | ■青色 ― 男性 ■赤色 ― 女性              |  |
| 土佐町（に相当する地域）の人口の推移 \| 1970年（昭和45年） \| 8,099人 \| \| \| 1975年（昭和50年） \| 6,679人 \| \| \| 1980年（昭和55年） \| 6,663人 \| \| \| 1985年（昭和60年） \| 5,872人 \| \| \| 1990年（平成2年） \| 5,566人 \| \| \| 1995年（平成7年） \| 5,292人 \| \| \| 2000年（平成12年） \| 5,035人 \| \| \| 2005年（平成17年） \| 4,632人 \| \| \| 2010年（平成22年） \| 4,358人 \| \| \| 2015年（平成27年） \| 3,997人 \| \| \| 2020年（令和2年） \| 3,753人 \| \| |                                        |  |
| 総務省統計局 国勢調査より |                                        |  |
| 1970年（昭和45年） | 8,099人                                |  |
| 1975年（昭和50年） | 6,679人                                |  |
| 1980年（昭和55年） | 6,663人                                |  |
| 1985年（昭和60年） | 5,872人                                |  |
| 1990年（平成2年） | 5,566人                                |  |
| 1995年（平成7年） | 5,292人                                |  |
| 2000年（平成12年） | 5,035人                                |  |
| 2005年（平成17年） | 4,632人                                |  |
| 2010年（平成22年） | 4,358人                                |  |
| 2015年（平成27年） | 3,997人                                |  |
| 2020年（令和2年） | 3,753人                                |  |

### 隣接自治体
高知県
- 高知市
- 南国市
- 長岡郡本山町
- 土佐郡大川村
- 吾川郡いの町

愛媛県
- 四国中央市

## 歴史

### 沿革
昭和
- 1955年（昭和30年）3月31日 - 地蔵寺村、森村、長岡郡田井村が合併して土佐村となる。
- 1961年（昭和36年）4月1日 - 長岡郡本山町大字上津川・下川・古味・井尻・大淵を編入。
- 1970年（昭和45年） - 町制施行され土佐町となる。
- 1974年（昭和49年）9月9日 - 昭和49年台風第18号による集中豪雨。田井樺で鉄砲水（土石流）が発生して民家が流され、2人が死亡[3]。

平成
- 2003年（平成15年） - 隣接する本山町、大川村との法定合併協議会設置の是非を問う住民投票が行われ否決となる。
- 2010年（平成22年）6月19日 - 戸籍事務の電子化（証明書の発行は同年6月21日から）。

## 政治

### 行政

#### 町長
- 町長: 和田守也（2015年（平成27年）4月30日就任、2期目）

### 議会

#### 町議会
土佐町議会
- 議会: 議員定数10人

## 施設

### 警察
- 高知東警察署
  - 田井駐在所 - 土佐郡土佐町田井1445番地2
  - 森駐在所 - 土佐郡土佐町土居231番地1
  - 地蔵寺駐在所 - 土佐郡土佐町地蔵寺2477番地5

### 医療
主な病院
- 早明浦病院

### 郵便
主な郵便局
- 森郵便局 - 781-34xx、781-33xx、781-35xx、781-37xx

## 対外関係

### 姉妹都市・提携都市

#### 国内
姉妹都市
- 十和田市（東北地方 青森県）
  - 1985年（昭和60年）6月 旧十和田湖町と姉妹都市提携。（明治の文人である大町桂月が縁）

## 経済
- 基幹産業は、第一次産業（農業、畜産業、林業）である。

### 第一次産業

#### 農業
標高差のある地形や昼夜の寒暖差を生かした農業が行われている。
棚田があり米が主要生産物で、畜産、酪農、野菜と続く。特に地蔵寺川南岸の肥沃な土地にある棚田では良質な米がとれる。
ISO14001の認証を取得した農家などが化学肥料の使用を控え、土佐町堆肥センターで作られた肥料を使い、減農薬による米作りや園芸野菜作りを行い、「れいほく八菜」のブランド化にも取り組んでいる。
高知県農業協同組合（JA高知県）のれいほく支所があり、 直販所「Aコープとさ」が併設されている。

#### 畜産業
畜産業では和牛（土佐褐毛和種）の産地で、土佐赤牛や嶺北ビーフとして流通している。
酪農
酪農も行われていて、れいほく高原牛乳として出荷されている。これらの畜産業から出る廃棄物などを堆肥センターで処理し、肥料として利用し環境保全型農業に取り組んでいる。

#### 林業
林業が盛んで、「れいほく材」の産地である。江戸時代には土佐藩の財源として厳しい山林制度が敷かれ、管理の行き届いた山が多くあった。
土佐町の林野面積は18,117ヘクタールで、そのうち82%が杉・桧の人工林。土佐町を含む嶺北地域で育った杉は中心部が赤色を帯びるのが特色で「赤身杉」「土佐の赤杉」として知られる。

### 拠点を置く企業
- 嶺北観光自動車

### 金融

#### 高知銀行
高知銀行は嶺北支店を置いているほか、持続可能な開発目標（SDGs）をまちづくりで重視する土佐町の『SDGs未来都市計画』と高知銀行の『こうぎんSDGs宣言』の連携を図るための協定を締結した。

## 情報・通信

### マスメディア

#### 中継局
- NHK早明浦ラジオ中継局

## 教育・研究機関
土佐町立土佐町小学校と土佐町立土佐町中学校は併設されており、連携している。

### 中学校
町立
- 土佐町立土佐町中学校

### 小学校
町立
- 土佐町立土佐町小学校

### 研究機関
- 土佐町堆肥センター
- 土佐町酪農センター

## 交通

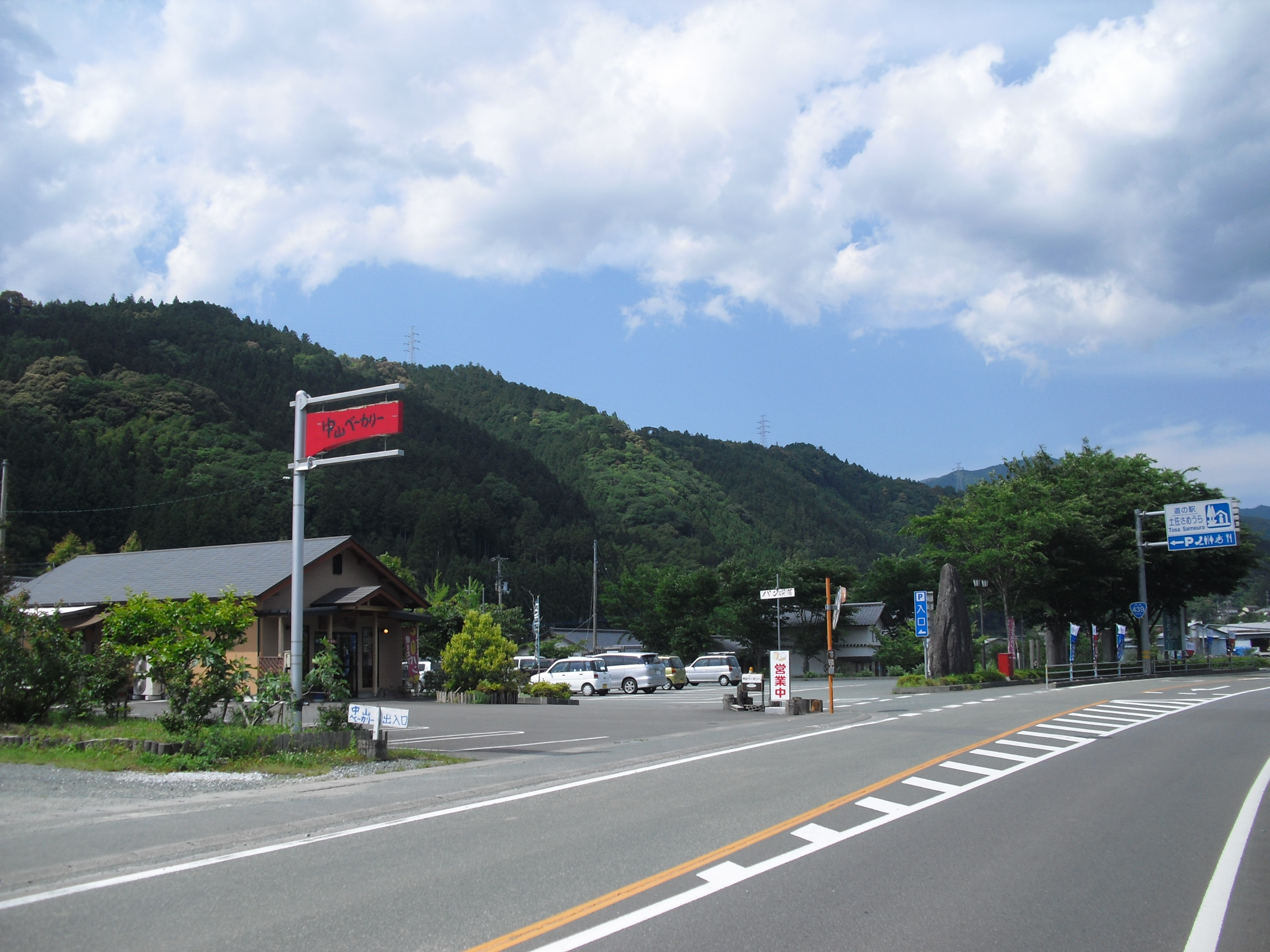
道の駅土佐さめうら

### 空港
町内に空港は存在しない。最寄りの空港は高知龍馬空港（南国市）。空港と町内を直接結ぶ公共交通機関はない。

### 鉄道
- 町内に鉄道駅は存在しない。
  - 最寄駅は、JR四国土讃線大杉駅。岡山から大杉駅まで約2時間。高松から大杉駅まで約1時間40分。土佐町田井から大杉駅まではバスで30分。

### 路線バス
- 嶺北観光自動車 - 町東部の田井に本社・車庫を置き、町内路線や周辺の大豊町・香美市・南国市・大川村・いの町（旧本川村域）への路線を運行している。
  - 医大病院 - 領石 - 繁藤駅前 - 大杉駅 - 本山 - 北岸 - 田井
  - 本山 - 田井 - 役場通 - 地蔵寺 - 西石原
  - 田井 - 役場通 - 樫山
  - 田井 - 大川局前 - 日の浦 - 長沢
  - 田井 - 大川局前 - 黒丸
  - 田井 - 伊勢川

### 道路

#### 高速道路
- 町内にインターチェンジは存在しない。
  - 最寄のインターは高知自動車道大豊インターチェンジ。土佐町中心部へは大豊インターチェンジから国道439号で15分。

#### 国道
- 国道439号
  - 沿道に道の駅土佐さめうらがある[8]。

#### 県道
- 高知県道6号高知伊予三島線

## 観光

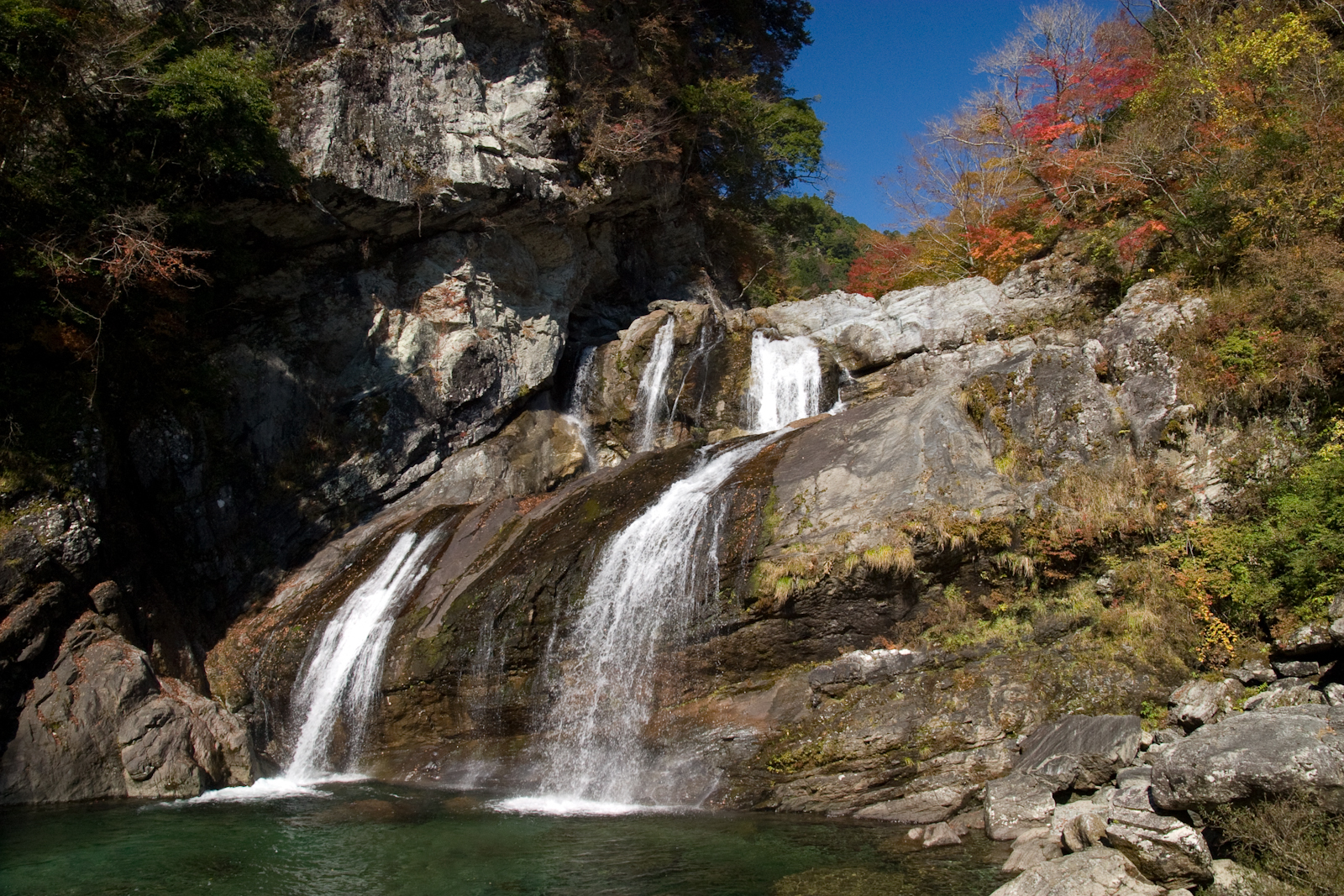
アメガエリの滝

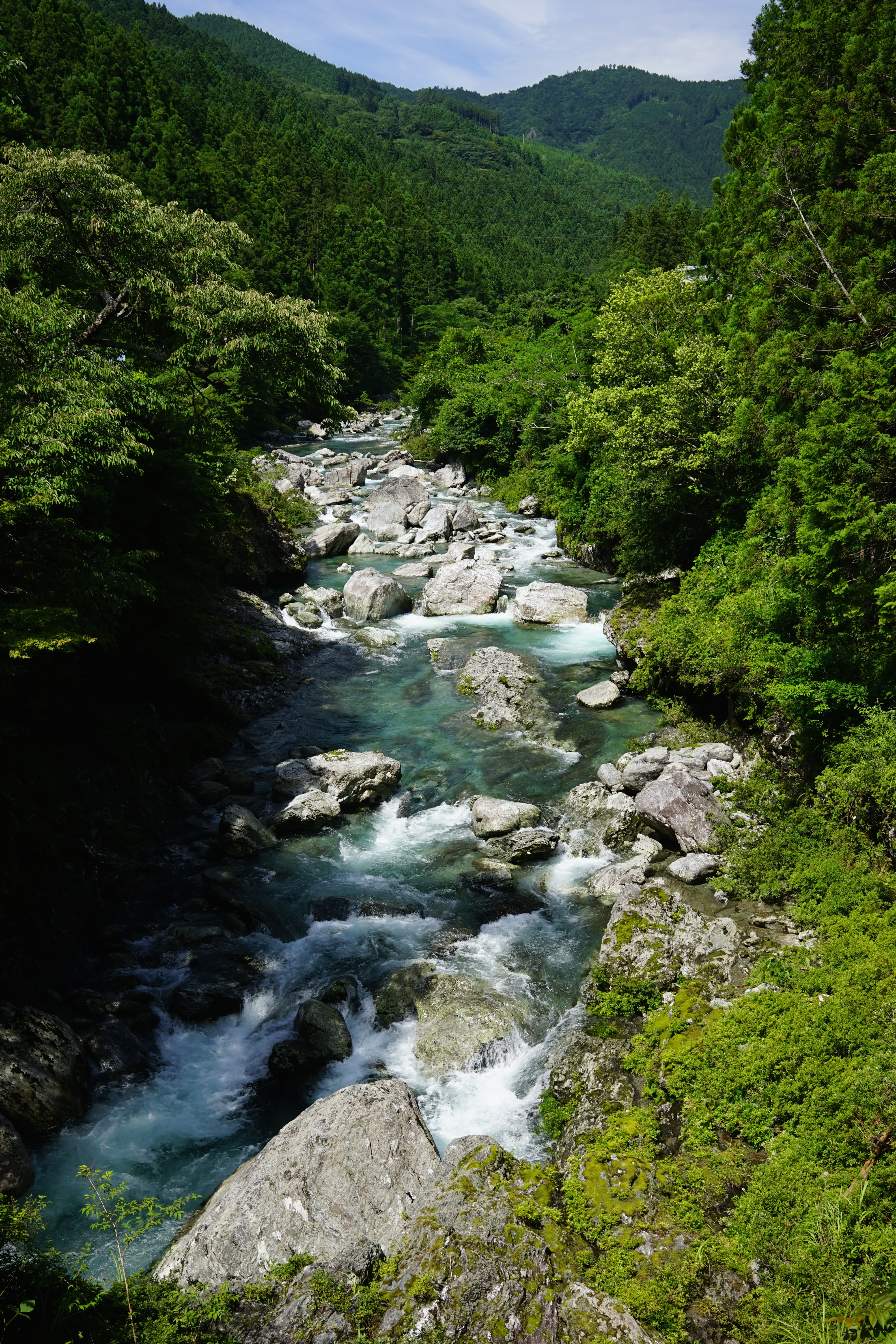
瀬戸川渓谷

### 名所・旧跡
主な城郭
- 森城

主な寺院
- 鏡峰寺
- 大谷寺 (高知県土佐町)大谷寺
- 毘沙門堂（土佐町指定有形文化財）

主な神社
- 地主神社

### 観光スポット
- 早明浦ダム（桜）
- 稲叢山（アケボノツツジ）
- 瀬戸川渓谷・アメガエリの滝
- 平石の乳イチョウ（国の天然記念物）
- さめうら荘
- 道の駅土佐さめうら
- 湖畔りんご園（8月中旬〜11月）
- 森岡りんご園（8月中旬〜11月）
- ミシマファーム ぶどう園（8月〜9月）
- 桂月館 酒蔵文学館（土佐酒造株式会社内）

#### 集落活動センター
- 集落活動センター森[9]
- 集落活動センター地蔵寺

## 文化・名物

### 祭事・催事

#### 祭事
- 宮古野虫送り（6月20日）
- 南川百万遍（7月土用の入り後の最初の日曜日）
- 中島観音堂夏の大祭（7月最終土曜日）

#### 催事
- やまびこカーニバル（8月第1土・日曜日）
- 湖畔マラソン大会（11月第2日曜日）

## 出身・関連著名人
- 森孝頼（戦国時代の国人）
- 和田恋（元プロ野球選手）
- 和田正人（俳優）